# Condado de Coconino
O Condado de Coconino é um dos 15 condados do estado americano do Arizona. A sede do condado é Flagstaff, e sua maior cidade é Flagstaff.
O condado possui uma área de 48 332 km² (dos quais 113 km² estão cobertos por água), uma população de 116 320 habitantes, e uma densidade populacional de 2 hab/km² (segundo o censo nacional de 2000).
O condado foi fundado em 1891. É o maior condado em área do estado de Arizona e o segundo maior dos Lower 48, só sendo ultrapassado pelo Condado de San Bernardino na Califórnia.
Parte do condado inclui o Parque Nacional do Grand Canyon e várias reservas índias.